# Entoloma murrayi
A Entoloma murrayi   é uma espécie de fungo da família Entolomataceae. Descrita pela primeira vez na Nova Inglaterra (EUA) em 1859, a espécie é encontrada no leste da América do Norte, nas Américas Central e do Sul e no sudeste da Ásia, onde cresce no solo em florestas úmidas de coníferas e decíduas. O fungo produz basidiomas amarelos que têm um umbo pontudo característico no topo do píleo cônico. O cogumelo não é comestível e pode ser venenoso. Outras espécies semelhantes podem ser distinguidas da E. murrayi por diferenças de cor, morfologia ou características microscópicas.

## Taxonomia
A espécie foi originalmente descrita por Miles Berkeley e Moses Ashley Curtis em 1859 como Agaricus murrayi, com base em coletas feitas na Nova Inglaterra. Berkeley e Curtis chamaram-na de "uma espécie extremamente bonita". Pier Andrea Saccardo transferiu a espécie para Entoloma [en] em 1899. Os sinônimos incluem combinações resultantes de transferências genéricas para Rhodophyllus por Rolf Singer em 1942, Noleana por R. W. G. Dennis em 1970, e para Inocephalus por Gordon Rutter e Roy Watling em 1997. Dependendo da autoridade, esses três últimos gêneros são considerados subgêneros de Entoloma ou gêneros independentes. Em uma análise filogenética molecular em larga escala de espécies de Agaricales publicada em 2002, a E. murrayi agrupou-se em um clado junto com E. canescens e dois Entolomas tradicionalmente classificados em Inocephalus - E. quadrata e E. lactifluus. O Dictionary of the Fungi (10ª edição, 2008) agrupa Inocephalus e Rhodophyllus em Entoloma, como permanecem.
O epíteto específico murrayi homenageia o coletor original, Dennis Murray, de Massachusetts. Seus nomes comuns "Entoloma unicórnio amarelo" (yellow unicorn Entoloma) ou "unicórnio pinkgill" (unicorn pinkgill) referem-se ao umbo pontudo característico no topo de seu píleo.

## Descrição

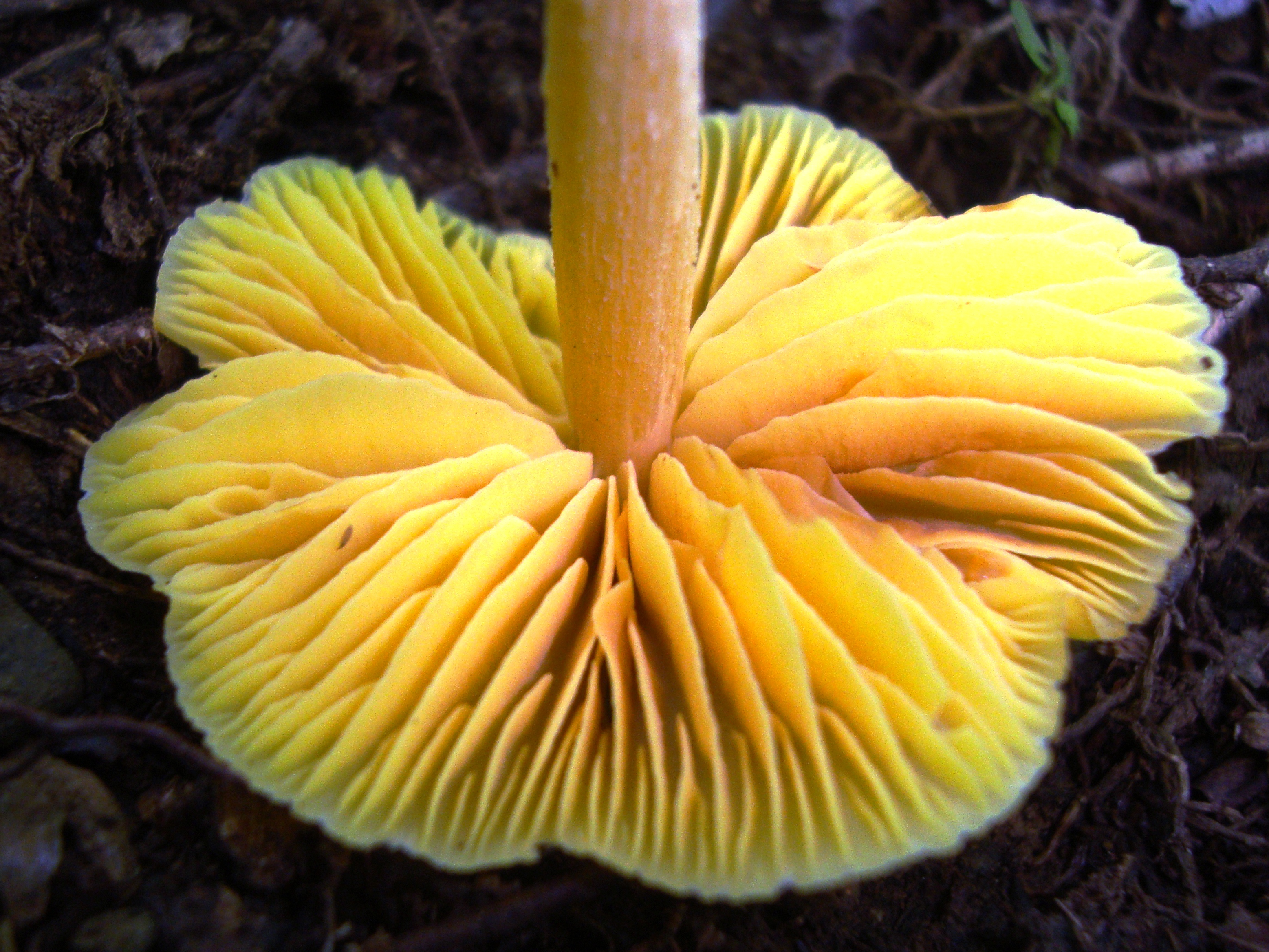
As lamelas são bem espaçadas; inicialmente amarelas, adquirem tons rosados quando maduras.

O píleo tem formato de sino a cônico e mede de 1,3 a 3 cm de diâmetro. Apresenta um umbo pontiagudo no centro. A cor do píleo é amarelo brilhante a amarelo alaranjado, mas tende a desbotar na maturidade. As lamelas têm uma fixação adnata ao estipe e são bem espaçadas; inicialmente amarelas, elas adquirem um tom rosado à medida que os esporos amadurecem. O estipe fino e oco, tem de 4 a 7,5 cm de comprimento e largura aproximadamente igual em todo o seu comprimento; sua superfície é lisa e pode haver um micélio esbranquiçado na base. A carne é fina e amarelo-clara. O sabor e o odor dos cogumelos foram descritos como "agradáveis", ou indistintos. Essa espécie de fungo é de comestibilidade desconhecida e pode ser venenosa.
A esporada é rosa-salmão. Os esporos são lisos, angulares (quatro lados), hialinos (translúcidos) e medem 9 a 12 por 8 a 10 μm. A disposição das hifas no tecido do himenóforo é paralela a entrelaçada e não amiloide [en]. Na pileipellis, as hifas são entrelaçadas radialmente ou, alternativamente, em feixes um tanto eretos. As hifas da Entoloma murrayi raramente têm fíbulas. Os tecidos do píleo e das lamelas contém "hifas de repositório" (unidades de armazenamento que contêm subprodutos do metabolismo) que liberam um líquido aquoso de cor amarela quando feridas. Essas hifas distintas podem ser vistas com microscopia de luz em espécimes frescos e secos.

### Espécies semelhantes
As características diagnósticas da Entoloma murrayi incluem a coloração amarela brilhante, o píleo cônico, os esporos em forma de cubo e os queilocistídios em forma de taco. A Entoloma quadratum é semelhante em tamanho e morfologia, mas tem coloração salmão-alaranjada. A E. murrayi tem o hábito e a forma de alguns cogumelos de coloração semelhante do gênero Hygrocybe (como o Hygrocybe marginata var. concolor), mas pode ser facilmente distinguida desses cogumelos por sua esporada rosa-salmão, lamelas não cerosas e a forma angular de seus esporos. A Entoloma luteum tem uma cor amarela mais opaca, com um umbo menos nitidamente pontiagudo. A espécie sul-americana E. dennisii, originalmente identificada erroneamente como E. murrayi, pode ser distinguida desta última por seu píleo menos cônico e esporos consideravelmente menores que medem de 5,5 a 7 μm.

## Habitat e distribuição
Uma espécie saprófita, a Entoloma murrayi obtém nutrientes ao decompor a matéria orgânica. Os cogumelos são encontrados em florestas úmidas de coníferas e caducifólias, onde crescem isoladamente ou em pequenos grupos no solo, na serapilheira, no húmus ou no musgo. A frutificação ocorre no verão e no outono.
Na América do Norte, a espécie é encontrada no leste do Canadá (Ecozona Marítima Atlântica), no leste dos Estados Unidos (do Maine ao sul até Alabama e a oeste até os Grandes Lagos), e no México. A distribuição inclui as Américas Central e do Sul e o Sudeste Asiático. Também foi registrada na Jamaica e na República Dominicana.